# فيرست (غريندديلوالد)
فيرست (بالإنجليزية: First (Grindelwald))‏ هو أحد جبال سلسلة جبال الألب البرنية وجزء من القمة الأم يقع في Bernese Oberland، سويسرا. يبلغ ارتفاع الجبل حوالي 2166 متر، بينما يبلغ ارتفاع نتوء الجبل متر.